# فارنشتدت
فارنشتدت (به آلمانی: Farnstädt) یک شهر در آلمان است که در زالهکرایس واقع شده‌است. فارنشتدت ۱٬۶۴۸ نفر جمعیت دارد.